# Накада III

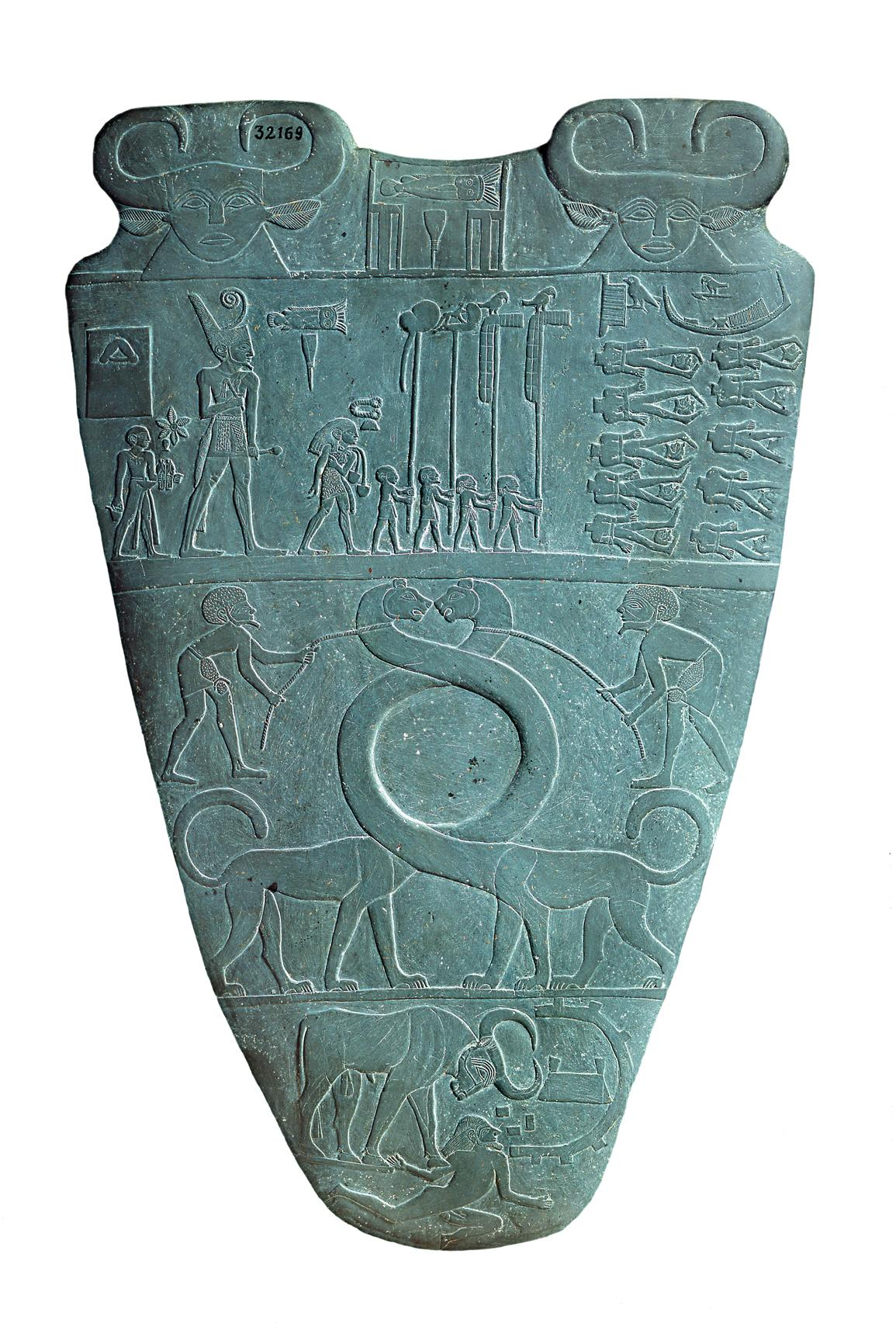
Палета фараона Нармера, що зображує сцени об'єднання Верхнього і Нижнього Єгипту.

Накада III (інша назва — семанійська культура) — археологічна культура давнього Єгипту, що існувала між 3200 і 3000 роками до н.е., між Накада II і Раннім царством. Належить до культур Накади, відкритих завдяки археологічним розкопкам в однойменному місті. Остання частина додинастичного періоду в історії Єгипту, тобто до об'єднання Верхнього і Нижнього Єгипту. Правителів цього періоду відносять до так званої нульової династії і до 00 династії (00 династія починається ще у Накада II тому Накада III включає лише її частину). Втім, фараони того часу не були об'єднані між собою родинними зв'язками і, ймовірно, вели між собою війни, тому слово "династія" використовується тут лише задля зручності. 

## Історія
Під час цього періоду продовжується об'єднання номів і централізація влади. Відомі принаймні три великих царства, що існували у той час: Нубт, Тініс і Нехен. Тініс завоював спочатку Нубт, а потім і Нехен, завершивши об'єднання Єгипту.
Серед культурних і технічних змін, що відбулися протягом Накада III можна виділити: 
- Ієрогліфи
- Графічні оповідання на палетах
- Регулярне використання кам'яних стел
- Поява розкішних царських некрополів
- Можливо, іригація
- У похованнях розповсюджені циліндричні глечики[3]

Накада III також поділяється на 4 періоди, що позначаються літерами від А до D. Накада IIIB закінчується о 3085 році до н.е.